# Église Saint-Laurent de Reilhac
Pour les articles homonymes, voir Église Saint-Laurent.
L'église Saint-Laurent est une église catholique située à Reilhac, en France.

## Description
Le chœur roman, voûté et terminé par une abside à trois pans, a été construit au  XIIe siècle. Il s'ouvre par un arc triomphal - qui porte le clocher à peigne - sur une nef construite plus tard par la communauté des habitants sur le modèle d'une grange d'environ 20 mètres sur 8. On y entre par une porte refaite au XIXe siècle dans la façade sud ; elle comportait avant la restauration une chaire en bois sculpté, une cuve baptismale et au fond une tribune en bois pour les hommes.
La nef est accompagnée de trois chapelles latérales dont les vocables sont:
- Saint-Pierre, dite chapelle de Cayrac, qui appartenait aux seigneurs de Broussette à droite;
- Sainte-Catherine dite de Messac ;
- Notre-Dame dite d'Aletz (devenue chapelle du Saint-Sacrement),

Pierre Moulier, dans "Églises romanes de Haute-Auvergne", fascicule II, fait remarquer que la sculpture romane représentant saint Laurent qui est scellée au-dessus de la porte de l'église de Jussac, provient sans doute de celle de Reilhac. Aux abords de l'église, sur la place, une croix de cimetière double-face du  XVIe siècle, sarcophages carolingiens.

## Historique
Prieuré construit par l'abbaye Saint-Géraud d'Aurillac sur un cimetière plus ancien.
Elle dépendait à partir de 1233 de l'archidiaconnat d'Aurillac.
Selon un factum du XVIIe siècle portant sur les droits honorifiques, le seigneur de Messac en était patron.
L'édifice est inscrit au titre des monuments historiques par arrêté du 4 décembre 1968.